# Amata tenera
Amata tenera là một loài bướm đêm thuộc phân họ Arctiinae, họ Erebidae.